# Élections législatives de 1951 dans le Puy-de-Dôme
Les élections législatives françaises de 1951 se tiennent le 17 juin. Ce sont les deuxièmes élections législatives de la Quatrième République.

## Mode de scrutin
Représentation proportionnelle plurinominale suivant la méthode du plus fort reste dans 103 circonscriptions, conformément à la loi des apparentements : les listes qui se sont « apparentées » avant l'élection remportent tous les sièges de la circonscription si leurs voix ajoutées obtiennent la majorité absolue des suffrages exprimés. Il y a 629 sièges à pourvoir.
Le vote préférentiel est admis. 
Dans le département du Puy-de-Dôme, sept députés sont à élire.

## Candidats

### Liste d'union républicaine, résistante et antifasciste présentée par le Parti communiste français
| N° | Candidats | Candidats             | Parti | Principales fonctions                                                 |
| -- | --------- | --------------------- | ----- | --------------------------------------------------------------------- |
| 01 |           | Pierre Besset         | PCF   | Député sortant, ancien résistant, syndicaliste CGT, Clermont-Ferrand  |
| 02 |           | Eugène Fourvel        | PCF   | Propriétaire exploitant, ancien résistant, Vertaizon                  |
| 03 |           | Marie-Louise Malfreyt | PCF   | Conseillère municipale de Clermont-Ferrand, Médaille de la Résistance |
| 04 |           | Georges Daigneau      | PCF   | Ouvrier métallurgiste chez Michelin                                   |
| 05 |           | Julien Favard         | PCF   | Conseiller municipal de Riom                                          |
| 06 |           | Jules Guyot           | PCF   | Horloger-bijoutier, déporté politique, Puy-Guillaume                  |
| 07 |           | J.-B. Jacquemond      | PCF   | Chef ouvrier EDF, Ambert                                              |

### Liste républicaine d'union des indépendants, des paysans et des républicains nationaux
| N° | Candidats | Candidats       | Parti | Principales fonctions |
| -- | --------- | --------------- | ----- | --- |
| 01 |           | Jacques Bardoux | CNIP  | Membre de l'Institut, représentant français à l'Assemblée Européenne, député sortant                                           |
| 02 |           | Joseph Dixmier  | CNIP  | Cultivateur exploitant, conseiller général, maire d'Ennezat, député sortant                                                    |
| 03 |           | Jules François  | CNIP  | Médecin, chef de service à l'Hôtel-Dieu de Clermont-Ferrand, maire de Sainte-Agathe                                            |
| 04 |           | Fernand Chirent | CNIP  | Agriculteur exploitant, ingénieur des Arts et Métiers, conseiller général du canton de Veyre-Monton, maire de La Roche-Blanche |
| 05 |           | André Roux      | CNIP  | Médecin, maire de Saint-Nectaire                                                                                               |
| 06 |           | Pierre Gendre   | CNIP  | Marchand grainier, conseiller municipal de Clermont-Ferrand                                                                    |
| 07 |           | Maurice Pialoux | CNIP  | Avocat au barreau de Clermont-Ferrand                                                                                          |

### Liste du Parti socialiste SFIO
| N° | Candidats | Candidats           | Parti | Principales fonctions                                                                                             |
| -- | --------- | ------------------- | ----- | --- |
| 01 |           | Adrien Mabrut       | SFIO  | Avocat, député sortant, conseiller général du canton de Clermont-Ferrand-Nord                                     |
| 02 |           | Pierre-Lucien Dumas | SFIO  | Paysan, maire de Charbonnières-les-Vieilles                                                                       |
| 03 |           | Antonin Chastel     | SFIO  | Ancien ouvrier coutelier, conseiller général, maire de Thiers                                                     |
| 04 |           | Ambroise Brugière   | SFIO  | Médecin, conseiller général du canton de Clermont-Ferrand-Est, maire-adjoint de Clermont-Ferrand                  |
| 05 |           | Camille Vacant      | SFIO  | Ancien résistant, conseiller général du canton de Pionsat, maire de Saint-Maurice-près-Pionsat, directeur d'école |
| 06 |           | Georges Bierzon     | SFIO  | Délégué syndical aux mines de Brassac-les-Mines, ancien déporté                                                   |
| 07 |           | Anna Rossignol      | SFIO  | Directrice d'école à Clermont-Ferrand, ancienne résistante                                                        |

### Liste du Rassemblement des gauches républicaines de défense des libertés professionnelles et des contribuables
| N° | Candidats | Candidats             | Parti | Principales fonctions |
| -- | --------- | --------------------- | ----- | --- |
| 01 |           | Eugène Chassaing      | RGR   | Député sortant, Président du Conseil général, conseiller général du canton de Saint-Anthème                                                                  |
| 02 |           | Jean-Antoine Pourtier | RGR   | Député sortant, conseiller général du canton de Saint-Amant-Roche-Savine, conseiller municipal de Clermont-Ferrand, rédacteur en chef du journal La Montagne |
| 03 |           | André Michel          | RGR   | Conseiller général du canton de Montaigut, maire de Montaigut-en-Combraille                                                                                  |
| 04 |           | Joseph Gardet         | RGR   | Conseiller général du canton de Pont-du-Château, maire de Cournon-d'Auvergne                                                                                 |
| 05 |           | Antoine Roussel       | RGR   | Maire de Laqueuille, Président des artisans fromagers |
| 06 |           | André Calamy          | RGR   | Avocat, conseiller municipal de Thiers |
| 07 |           | Alfred Pipet          | RGR   | Conseiller général du canton de Besse-en-Chandesse |

### Liste du Rassemblement du peuple français
| N° | Candidats | Candidats           | Parti | Principales fonctions |
| -- | --------- | ------------------- | ----- | --- |
| 01 |           | Jean-Michel Flandin | RPF   | Professeur agrégé de l'Université, chargé de cours à la Faculté des Lettres, conseiller général du canton de Clermont-Ferrand-Sud-Ouest, adjoint au maire de Clermont-Ferrand |
| 02 |           | Jean Vèze           | RPF   | Chef de service aux établissements Bergougnan, conseiller général du canton de Clermont-Ferrand-Nord, adjoint au maire de Clermont-Ferrand                                    |
| 03 |           | Louis Boyer         | RPF   | Agriculteur exploitant, Président de la fédération départementale des coopératives laitières et fromagères, conseiller municipal de Murols                                    |
| 04 |           | Mme Jean Baudoin    | RPF   | Propriétaire exploitante, Vodable, veuve de Jean Baudoin, déporté politique                                                                                                   |
| 05 |           | René Giat           | RPF   | Employé SNCF, militant syndicaliste |
| 06 |           | Michel Chardy       | RPF   | Négociant en produits du sol à Billom, Médaille de la Résistance |
| 07 |           | André Bourgeois     | RPF   | Chef de district EDF en retraite, conseiller municipal de Marsac-en-Livradois                                                                                                 |

### Liste paysanne de défense des intérêts économiques et sociaux
| N° | Candidats | Candidats       | Parti    | Principales fonctions                                         |
| -- | --------- | --------------- | -------- | ------------------------------------------------------------- |
| 01 |           | Roland Viel     | Soc.ind. | Militant du syndicalisme agricole, Pradines                   |
| 02 |           | Pierre Ratelade | PPUS     | Cultivateur, ancien député, Fernoël                           |
| 03 |           | Osman Sélariès  | Soc.ind. | Ingénieur principal, directeur adjoint des services agricoles |
| 04 |           | Louis Blot      | PPUS     | Viticulteur à Cournon                                         |
| 05 |           | Annet Léger     | DVG      | Maréchal ferrant à Clermont-Ferrand                           |
| 06 |           | Marcel Tartière | DVG      | Éleveur, La Godivelle                                         |
| 07 |           | Marcel Faure    | DVG      | Cultivateur, Cunlhat                                          |

### Liste du Mouvement républicain populaire
| N° | Candidats | Candidats            | Parti | Principales fonctions                               |
| -- | --------- | -------------------- | ----- | --------------------------------------------------- |
| 01 |           | André Noël           | MRP   | Député sortant, ancien résistant, Échandelys        |
| 02 |           | Roger Botte          | MRP   | Ouvrier d'imprimerie Banque de France à Chamalières |
| 03 |           | Léon Bernet-Rollande | MRP   | Avocat, conseiller municipal de Riom                |
| 04 |           | Jacques Vergnières   | MRP   | Avocat, ancien maire d'Issoire                      |
| 05 |           | Jules Cluzel         | MRP   | Maire de Chapdes-Beaufort                           |
| 06 |           | François Chouvin     | MRP   | Conseiller municipal d'Ambert                       |
| 07 |           | Clément Bès          | MRP   | Cheminot retraité, Clermont-Ferrand                 |

### Liste socialiste démocratique indépendante
| N° | Candidats | Candidats           | Parti    | Principales fonctions                              |
| -- | --------- | ------------------- | -------- | -------------------------------------------------- |
| 01 |           | Gustave Chabas      | Soc.ind. | Ingénieur                                          |
| 02 |           | André-Claude Loisel | Soc.ind. | Commerçant en machines agricoles, Clermont-Ferrand |
| 03 |           | Jean Tixier         | Soc.ind. | Entrepreneur, maire de Mauzun                      |
| 04 |           | Jean Fayol          | Soc.ind. | Cultivateur, Reignat                               |
| 05 |           | Stéphane Chambat    | Soc.ind. | Représentant, Pont-du-Château                      |
| 06 |           | René Talvart        | Soc.ind. | Cultivateur, Le Cheix-sur-Morge                    |
| 07 |           | Jean-Baptiste Fayet | Soc.ind. | Boulanger à Billom                                 |

### Liste des indépendants de gauche et de défense fiscale
| N° | Candidats | Candidats         | Parti | Principales fonctions     |
| -- | --------- | ----------------- | ----- | ------------------------- |
| 01 |           | Pierre Lenain     | DVG   | Avocat à Clermont-Ferrand |
| 02 |           | Pierre Jaubert    | DVG   | Mineur, Savennes          |
| 03 |           | Alyre Chaucheprat | DVG   | Cultivateur à Effiat      |
| 04 |           | Fernand Andant    | DVG   | Maire de Pontgibaud       |
| 05 |           | Robert Verdier    | DVG   | Pharmacien à Beaumont     |
| 06 |           | Robert Bouche     | DVG   | Agent technique, Beaumont |
| 07 |           | Michel Leblet     | DVG   | Avocat à Issoire          |

### Liste d'Union républicaine progressiste pour le neutralisme de la France
| N° | Candidats | Candidats        | Parti | Principales fonctions                 |
| -- | --------- | ---------------- | ----- | ------------------------------------- |
| 01 |           | Marcel Courtines | DVG   | Contrôleur du travail                 |
| 02 |           | Marius Machat    | DVG   | Inspecteur divisionnaire d'assurances |
| 03 |           | Joseph Rocher    | DVG   | Commissionnaire en librairie          |
| 04 |           | René Burias      | DVG   | Agent de travaux                      |
| 05 |           | Lucien Combe     | DVG   | Artisan mécanicien                    |
| 06 |           | Henri Person     | DVG   | Rédacteur à la Sécurité sociale       |
| 07 |           | Pierre Monneyron | DVG   | Menuisier                             |

## Élus
| Député sortant        | Parti | Parti   | Député élu ou réélu | Parti | Parti   |
| --------------------- | ----- | ------- | ------------------- | ----- | ------- |
| Pierre Besset         |       | PCF     | Pierre Besset       |       | PCF     |
| Adrien Mabrut         |       | SFIO    | Adrien Mabrut       |       | SFIO    |
| André Noël            |       | MRP     | Eugène Fourvel      |       | PCF     |
| Jean-Antoine Pourtier |       | UDSR    | Jean-Michel Flandin |       | RPF     |
| Eugène Chassaing      |       | Rad soc | Eugène Chassaing    |       | Rad soc |
| Jacques Bardoux       |       | CNIP    | Jacques Bardoux     |       | CNIP    |
| Joseph Dixmier        |       | CNIP    | Joseph Dixmier      |       | CNIP    |

## Résultats

### Résultats à l'échelle du département
- Les listes du CNIP et du MRP se sont apparentées.
- Leurs voix cumulées de chaque apparentement représentant moins de 50% des exprimés, les sièges sont répartis à la proportionnelle entre tous les partis.
- Le score de l'apparentement est considéré comme celui d'une liste pour la répartition générale, ensuite la répartition interne des sièges entre apparentées se fait également à la proportionnelle.

| Parti    | Parti            | Tête de liste       | Résultats | Résultats | Sièges |  |
| Parti    | Parti            | Tête de liste       | Voix      | %         |        |  |
| -------- | ---------------- | ------------------- | --------- | --------- | ------ |  |
|          | PCF              | Pierre Besset       | 45 479    | 20,92     | 2      |  |
|          | CNIP *           | Jacques Bardoux     | 41 117    | 18,91     | 2      |  |
|          | SFIO             | Adrien Mabrut       | 32 905    | 15,14     | 1      |  |
|          | RGR              | Eugène Chassaing    | 29 392    | 13,52     | 1      |  |
|          | RPF              | Jean-Michel Flandin | 26 212    | 12,06     | 1      |  |
|          | Défense paysanne | Roland Viel         | 21 124    | 9,72      | 0      |  |
|          | MRP *            | André Noël          | 13 061    | 6,01      | 0      |  |
|          | Soc.ind.         | Gustave Chabas      | 3 774     | 1,74      | 0      |  |
|          | Ind. G-Déf. lib  | Pierre Lenain       | 2 553     | 1,17      | 0      |  |
|          | URP              | Marcel Courtines    | 1 357     | 0,62      | 0      |  |
|          |                  |                     |           |           |        |  |
| Inscrits | Inscrits         | Inscrits            | 300 834   | 100,00    | 7      |  |
| Votants  | Votants          | Votants             | 222 807   | 74,06     |        |  |
| Exprimés | Exprimés         | Exprimés            | 217 407   | 97,58     |        |  |